# Buccinulum pallidum
Buccinulum pallidum är en snäckart. Buccinulum pallidum ingår i släktet Buccinulum och familjen valthornssnäckor.

## Underarter
Arten delas in i följande underarter:
- B. p. pallidum
- B. p. powelli